# Noeora
De Noeora (Russisch: Нуора) of Strekalovka (Стрекаловка), vroeger Noeorda (Нуорда) genoemd, is een 69 kilometer lange rivier in de oeloes Zjiganski van de Russische autonome republiek Sacha (Jakoetië). Het is een linkerzijrivier van de Lena.

## Loop
De rivier ontstaat op een hoogte van 82 meter door de samenvloeiing van twee bronrivieren: de 20 kilometer lange Aly-Noeora aan linkerzijde en de 28 kilometer lange Bestjach-Noeora aan rechterzijde. De rivier stroomt hoofdzakelijk in noordoostelijke richting, waarbij de rivier sterk meandert en een grotendeels onbewoond bosgebied doorstroomt. De Noeora telt 5 grotere zijrivieren, die allen aan linkerzijde instromen: dit zijn respectievelijk de Kapiton (6,1 km van de oorsprong), Povarnja (9,6 km), Appajan (42 km), Djamnach (48 km) en de Bestjach-Sala (56 km). Aan noordzijde van het dorp Zjigansk vormt de rivier een groot moerassig waterbekken, alvorens uit te stromen in de Lena, op een afstand van 754 km van de monding van deze rivier. In de winter wordt aan de monding een ijsweg over de rivier aangelegd als verbinding tussen de zuidelijke delen van Zjigansk en de luchthaven Zjigansk.